# Kunheim
Kunheim je občina v departmaju Haut-Rhin francoske regije Alzacija.
Leta 1990 je v občini živelo 1 313 oseb oz. 112 oseb/km².